# Henryk Wohl

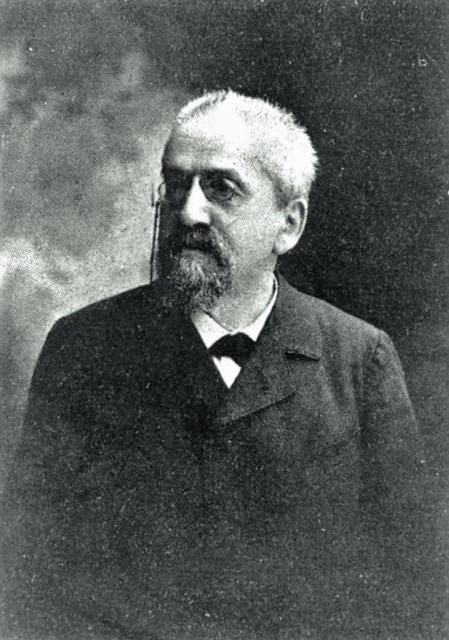

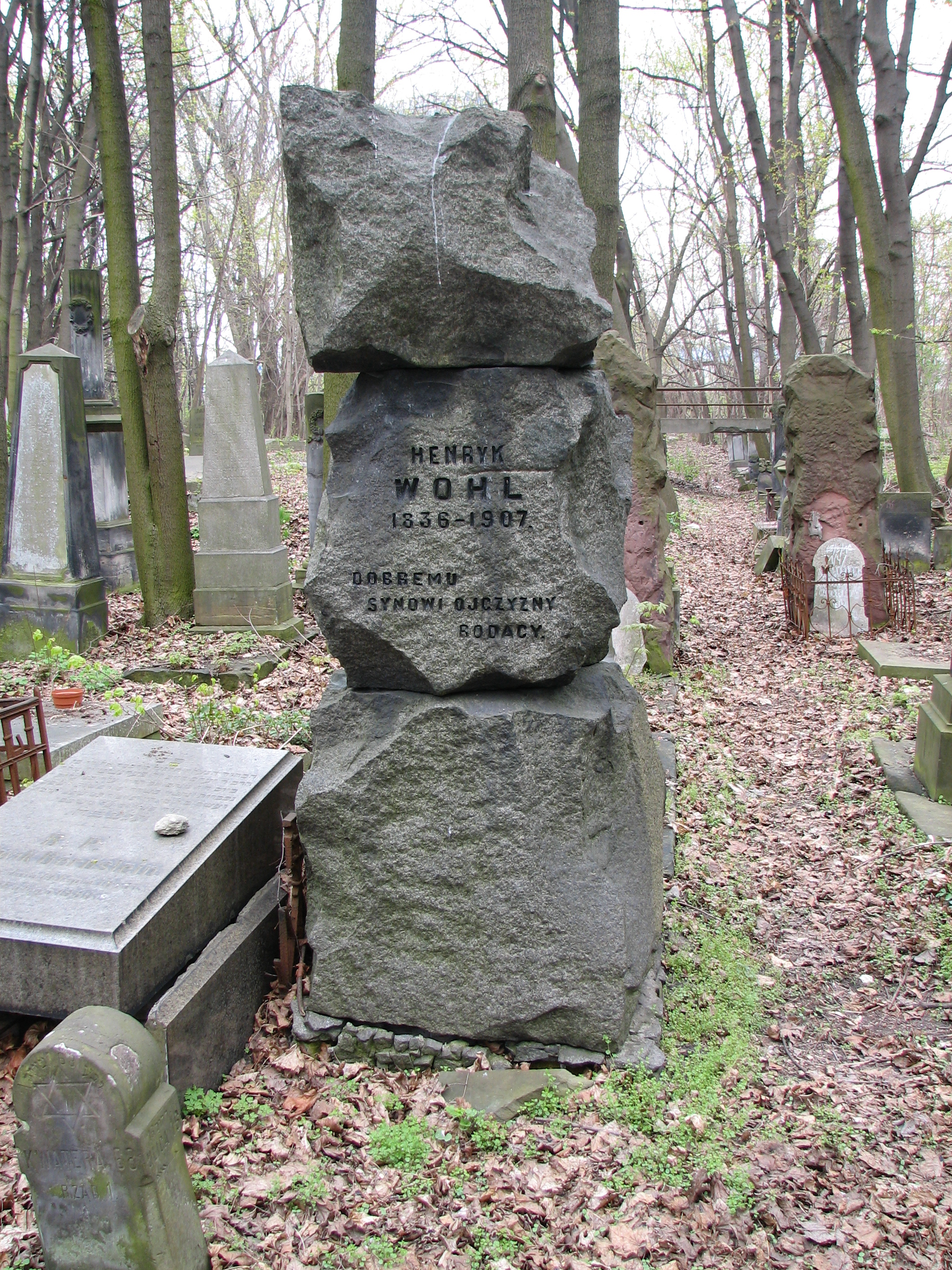
Grób Henryka Wohla na cmentarzu żydowskim w Warszawie

Henryk Wohl (ur. 1836, zm. 1907 w Warszawie) – polski dyrektor Wydziału Skarbu Rządu Narodowego w powstaniu styczniowym żydowskiego pochodzenia.
Pochodził z rodziny żydowskiej. Uczył się w Warszawskiej Szkole Rabinów. Pracował jako księgowy w warszawskim banku Frenkla. Był zwolennikiem asymilacji ludności żydowskiej. Uczestniczył w zebraniach patriotycznych kółek młodzieżowych przed wybuchem powstania. W 1859 wszedł w skład komitetu powołanego przez Narcyza Jankowskiego, którego zadaniem miała być koordynacja przygotowań powstańczych. Następnie był czynny w tzw. grupie Jürgensa i dyrekcji „białych”. W Rządzie Narodowym został dyrektorem Wydziału Skarbu.  W czasie trwania powstania styczniowego Rząd Narodowy po jego wniosku zaapelował do ludności o udzielenie pożyczki. W odpowiedzi na ten apel zebrano blisko sześć milionów ówczesnych złotych. Za udział w powstaniu styczniowym został skazany na śmierć, lecz wyrok zmieniono na dożywotnie zesłanie na Syberię, skąd powrócił po dwudziestu latach w 1882. Powróciwszy podjął pracę w banku. Cały majątek przeznaczył w testamencie dla organizacji i instytucji patriotycznych.
Pochowany w alei głównej cmentarza żydowskiego przy ulicy Okopowej w Warszawie (kwatera 68, rząd 1).